# Enigma (1982)
Enigma (auch bekannt unter Enigma – Allein gegen den KGB) ist ein Film aus dem Jahre 1982, der auf dem Roman Enigma Sacrifice von Michael Barak (Pseudonym des israelischen Autors Michael Bar-Zohar) basiert. Die Handlung spielt während des Kalten Krieges, es geht um die Beschaffung von Geheimmaterial aus Ost-Berlin. Der Film hat geringfügig mit der Verschlüsselungsmaschine Enigma aus dem Zweiten Weltkrieg zu tun. Gedreht wurde der Film in Lille, Paris und Straßburg in Frankreich.

## Handlung
Fünf russische Regimegegner sollen vom KGB im Ausland ermordet werden. Da die USA nicht wissen, um welche Personen es sich handelt, wird der frühere Überläufer und Journalist Alex Holbeck von der CIA angeworben und nach Berlin geschickt, um ein Modul der Dechiffriermaschine aus der DDR zu stehlen, damit die USA die Dissidenten retten kann. Entsprechende Verschlüsselungsmaschinen werden im Film in der sowjetischen Botschaft, in einem speziellen MiG-Kampfflugzeug und im Haus der Freundschaft der Gesellschaft für Deutsch-Sowjetische Freundschaft eingesetzt. Der KGB und das Ministerium für Staatssicherheit sind bereits über den Einsatz des CIA-Agenten informiert und versuchen ihm eine Falle zu stellen. Holbeck inszeniert zusammen mit einem Mithelfer einen Brand im Haus der Freundschaft, entwendet dort das Modul aus der Verschlüsselungsmaschine und setzt eine Kopie ein. Bei der Flucht wird er zunächst kontrolliert, kann dann aber fliehen. Die Sicherheitsorgane wurden vorrangig am Luftwaffenstützpunkt eingesetzt und waren durch eine Militärparade gebunden. Nachdem das Modul gestohlen wurde, enttarnt der KGB seine ehemalige Freundin Karen als Mithelferin und verhaftet sie. Danach wird sie in einem Militärkrankenhaus inhaftiert. Holbeck gelingt es, Karen aus dem Krankenhaus zu befreien.

## Kritiken
VideoWoche schreibt: „Der britisch-französische Spionagethriller aus der Endzeit des Kalten Krieges nutzt die seit James Bond 007 – Liebesgrüße aus Moskau (007 beschafft die Dechiffriermaschine Lector aus Istanbul) bekannten Erzählmuster des Genres. Die DDR, als unheimlicher Staat gezeichnet, dient politisch eher als Spielmaterial. Stars wie Martin Sheen, Brigitte Fossey und Sam Neill als KGB-Mann erledigen ihren Job routiniert.“

## Trivia
Die Sowjetischen Migs werden durch Französische Mystère IV, Super Mystère und Ouragan Jäger dargestellt.